# 1307 Cimmeria
1307 Cimmeria (1930 UF) là một tiểu hành tinh vành đai chính được phát hiện ngày 17 tháng 10 năm 1930 bởi Grigory Neujmin ở Simeiz Observatory.